# Заставки-Яблунів
Заставки-Я́блунів — село в Україні, у Львівському районі Львівської області. Населення становить 67 осіб.

## Археологія
В середині 1930-х років Я. Пастернак дослідив курган періоду раннього заліза біля с. Яблонів під Перемишлянами на Львівщині, який розташований на порубіжній території голіградської і поствисоцької культури (тому його остаточну приналежність ще доведеться встановлювати). Діаметр кургану — 26 м. Трохи західніше від центру кургану виявлено скелети двох осіб у випростаному положенні, які покладні на шар підсипки з темного гумусу, товщина якого становила 0,4 м. В ногах першого скелета стояв черпак з півкруглим тілом, прямими вінцями і вушком, що виступало понад край черпака. На бочках посудинка була прикрашена 60-ма скісними канелюрами по 3 см висоти кожна. Дно гладке, не виділене. Циліндрична шийка є прикрашена на всю висоту шістьма смугами канелюр, що розташовані одна над одною. З обох боків вушка кінці канелюр опущені донизу.

## Населення

### Мова
Розподіл населення за рідною мовою за даними перепису 2001 року:
| Мова       | Кількість | Відсоток |
| ---------- | --------- | -------- |
| українська | 67        | 100%     |